# 울주 청송사지 삼층석탑
울주 청송사지 삼층석탑(蔚州 靑松寺址 三層石塔)은 울산광역시 울주군 청량읍, 청송사지에 있는 통일신라 시대의 삼층석탑이다. 1963년 1월 21일 대한민국의 보물 제382호로 지정되었다.

## 개요
높이 5.5m, 보물 제382호로 되어있는 청송사지 삼층석탑은 울산광역시 울주군 청량읍 율리 청송사의 터에 가단 일부가 파손된 채 묻혀 있던 석탑으로, 통일신라시대의 만들어진 것으로 알려져 있다. 2층기단 위에 세워진 신라 전형양식의 방형 3층석탑 구조로 되어 있다.
1962년 이 탑을 해체 복원 할 때에 상층 기단에서 청동사리함이 발견되었는데, 사리함 안에는 청동여래입상 1점을 비롯하여 유리, 수정, 옥 등 30여 점의 유물이 들어 있었다.
상하로 나뉜 이중 기단 위에 5.5m 높이의 삼층 탑몸이 올려졌다. 일층 몸돌이 지나치게 큰 반면, 지붕돌의 처마는 짧은 편이다. 지붕돌은 모두 오단 받침이다. 상륜부는 없어졌다. 통일신라 시대 지방 석탑의 양식을 보여주는 중요한 유적이다.

## 청송사지
청송사지에 대하여는 ≪동국여지승람≫에 “망해사·청송사는 문수산에 있다(望海寺靑松寺俱在文殊山).”로 기록되어 있다.
전해오는 얘기로는 청송마을 전체가 절터였다고 하므로 마을사람들은 상당히 큰 사원이었을 것으로 말하고 있다.

## 갤러리

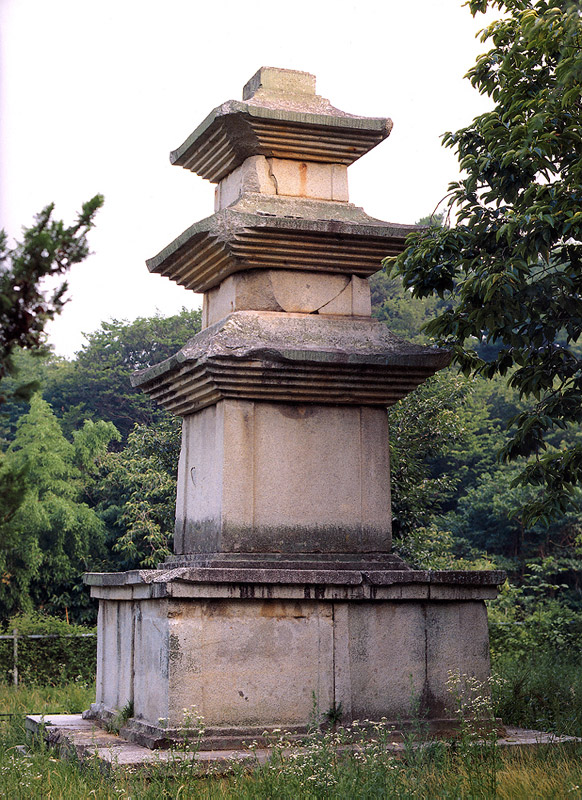
울주 청송사지 삼층석탑
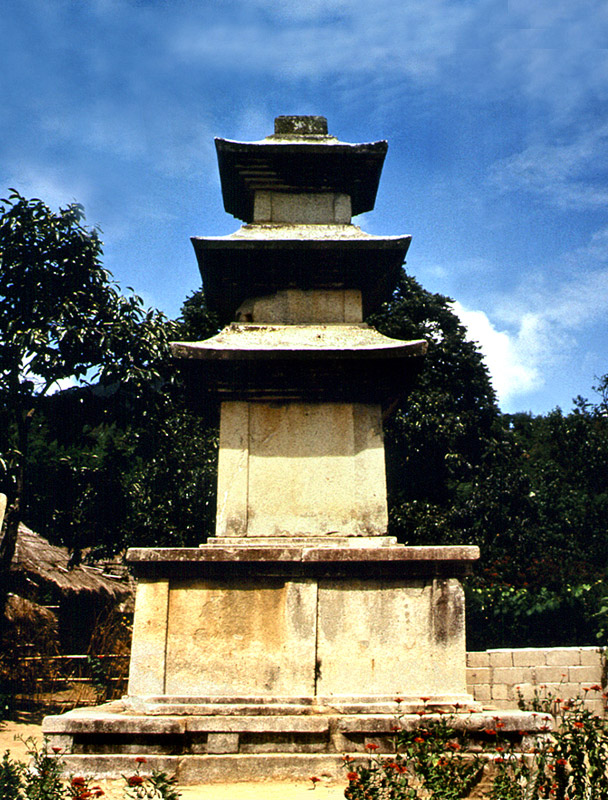
울주 청송사지 삼층석탑
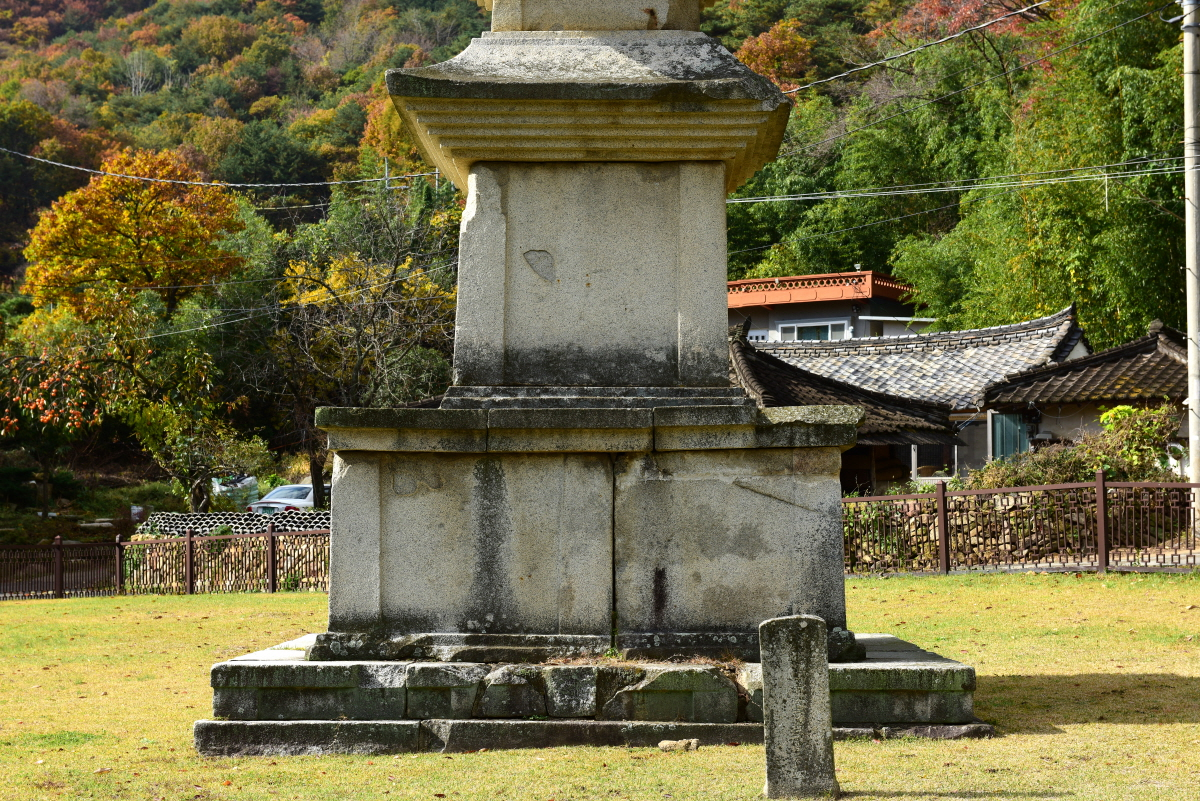
기단부와 탑신부
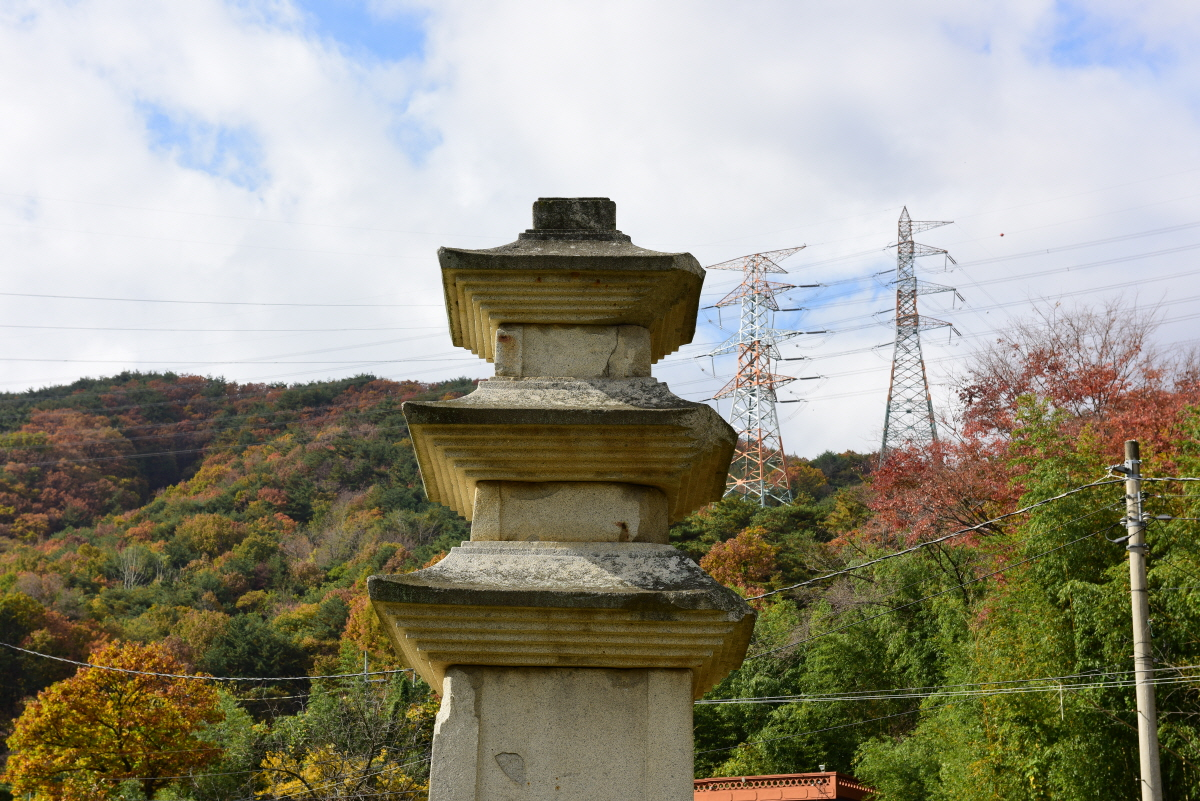
상륜부
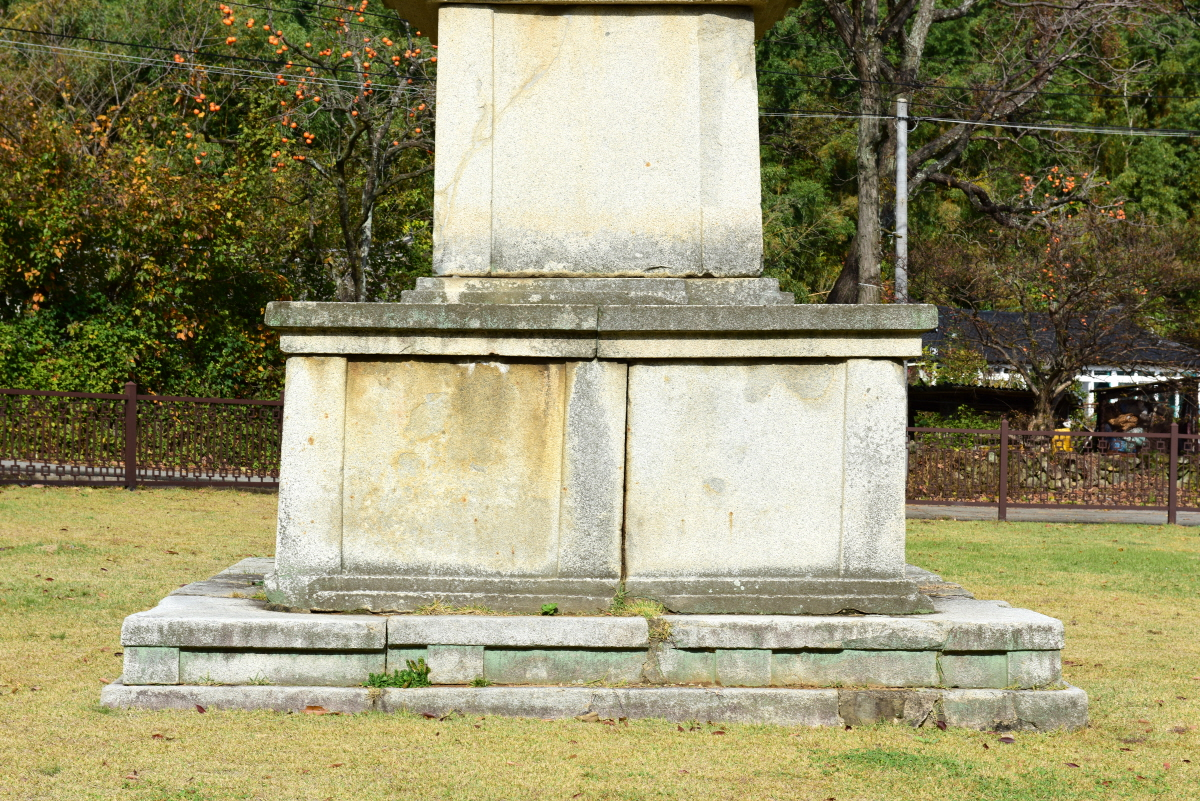
이층기단부
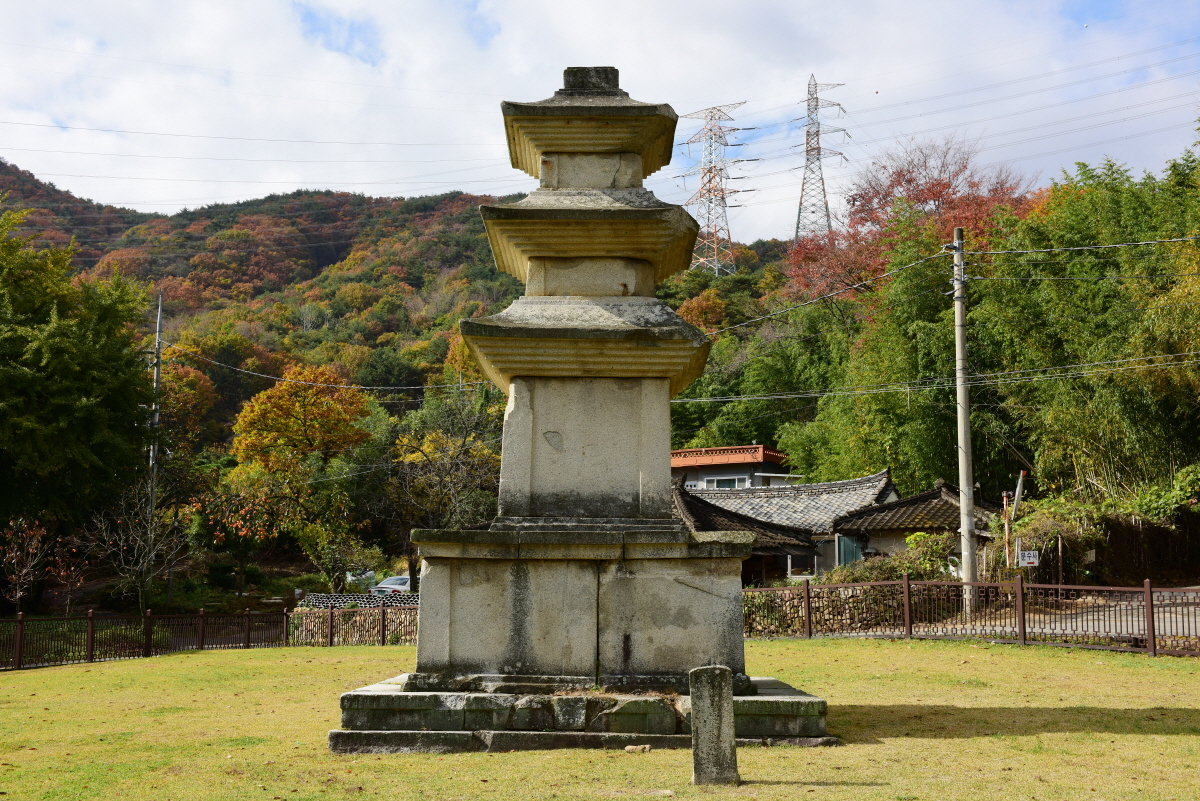
정면

## 같이 보기
- 문수산
- 울주 청송사지 부도

## 참고 자료
- 울주 청송사지 삼층석탑 - 국가유산청 국가유산포털